# On Becoming a God in Central Florida
On Becoming a God in Central Florida ist eine US-amerikanische Fernsehserie mit Kirsten Dunst, Théodore Pellerin, Mel Rodriguez, Beth Ditto und Ted Levine in den Hauptrollen. Die vorwiegend auf Schwarzen Humor zurückgreifende Comedyserie wurde ab 2018 für den Kabelfernsehsender Showtime produziert und erstmals am 25. August 2019 auf ebendiesen ausgestrahlt.
Die hauptverantwortlichen Drehbuchautoren der Serie sind Robert Funke und Matt Lutsky.
Im Oktober 2020 wurde die zunächst vorgesehene Verlängerung rückgängig gemacht und die Serie wurde nach einer Staffel eingestellt.

## Handlung
Die Serie nimmt ihren Lauf im Jahre 1992 in einem Vorort von Orlando im US-Bundesstaat Florida. Krystal Stubbs (gespielt von Kirsten Dunst) ist eine für einen Mindestlohn arbeitende Angestellte eines Wasserparks, deren Familie durch ein Schneeballsystem in den Ruin getrieben wurde. Ihr Mann Travis (Alexander Skarsgård) hatte zwei Jahre zuvor begonnen, Produkte von Founders American Merchandise (FAM) zu kaufen, um damit neue Teilnehmer dieses Systems anzuwerben und die Produkte an ebendiese weiterzuverkaufen. Ein Großteil des daraus lukrierten Erlöses wird dann jedoch von Ranghöheren im System eingezogen. Krystal durchschaut jedoch schon bald dieses Systems, lässt ihren Mann jedoch weiterhin daran teilnehmen, sofern dieser weiterhin seinem eigentlichen Beruf als Versicherungsvertreter nachgeht und pünktlich die Hypothekenschulden überweist. Travis hält jedoch nicht viel davon, kündigt schon bald theatralisch seinen Job, um sich vollends auf Founders American Merchandise zu konzentrieren. Als Travis noch am selben Tag nach einem Autounfall von einem Alligator getötet wird, hinterlässt er seiner Witwe und dem gemeinsamen Baby einen Schuldenberg, den sie als Angestellte im Wasserpark nie begleichen hätte können. Mit Schulden bei der Bank und einem Inkassobüro, das bereits die vorhandenen Wertsachen im kleinen Haus des Paares aufnimmt, und einem drohenden Verlust des Hauses an die Bank fühlt sich Krystal gezwungen schnell an Geld zu kommen und tritt deshalb in die Fußstapfen ihres verstorbenen Ehemanns und beginnt bei Founders American Merchandise zu arbeiten. Nachdem sie das System infiltrieren möchte, beginnt sie mit dem Vertrieb der FAM-Produkte und beginnt damit ihre Freunde finanziell auszunehmen.

## Besetzung und Synchronisation
Die deutschsprachige Synchronisation entsteht nach einem Dialogbuch und unter der Dialogregie von Tim Sander durch die Synchronfirma SDI Media Germany in Berlin.

## Episodenliste
| Nr. (ges.) | Nr. (St.) | Deutscher Titel           | Originaltitel              | Erstausstrahlung USA | Deutschsprachige Erstausstrahlung (D) | Regie               | Drehbuch                                            | Zuschauer (USA) |
| ---------- | --------- | ------------------------- | -------------------------- | -------------------- | ------------------------------------- | ------------------- | --------------------------------------------------- | --------------- |
| 1          | 1         | Stinkstiefel              | The Stinker Thinker        | 25. Aug. 2019        | 12. März 2020                         | Charlie McDowell    | Robert Funke & Matt Lutsky                          | 0,173 Mio.      |
| 2          | 2         | Gloomy-Zoomies            | The Gloomy-Zoomies         | 25. Aug. 2019        | 12. März 2020                         | Jeremy Podeswa      | Robert Funke                                        | 0,138 Mio.      |
| 3          | 3         | Eine positive Message     | A Positive Spin!           | 1. Sept. 2019        | 19. März 2020                         | Rose Troche         | Matt Lutsky                                         | 0,216 Mio.      |
| 4          | 4         | Für Destinee              | Manifest Destinee          | 8. Sept. 2019        | 19. März 2020                         | Rodman Flender      | Pamela Davis                                        | 0,235 Mio.      |
| 5          | 5         | Viele Meister             | Many Masters               | 15. Sept. 2019       | 26. März 2020                         | Daniel Scheinert    | Mike Goldbach                                       | 0,216 Mio.      |
| 6          | 6         | American Merchandise      | American Merchandise       | 22. Sept. 2019       | 26. März 2020                         | Julie Anne Robinson | Carlos Rios                                         | 0,185 Mio.      |
| 7          | 7         | Flintglas                 | Flint Glass                | 29. Sept. 2019       | 2. Apr. 2020                          | Matt Spicer         | Esta Spalding                                       | 0,214 Mio.      |
| 8          | 8         | Die Geburtstagsparty      | Birthday Party             | 6. Okt. 2019         | 2. Apr. 2020                          | So Yong Kim         | Robert Funke & Matt Lutsky                          | 0,161 Mio.      |
| 9          | 9         | Wham Bam Thank You Fam    | Wham Bam Thank You Fam     | 13. Okt. 2019        | 9. Apr. 2020                          | Tricia Brock        | Jessica Blaire & Stephanie Riggs Idee: Pamela Davis | 0,132 Mio.      |
| 10         | 10        | Draufgänger holt sie euch | Go Getters Gonna Go Getcha | 20. Okt. 2019        | 9. Apr. 2020                          | Charlie McDowell    | Robert Funke, Matt Lutsky & Esta Spalding           | 0,179 Mio.      |

## Produktion

### Entwicklung
Am 6. Januar 2017 wurde bekannt, dass AMC die Entwicklung der Produktion aufgenommen habe. Als Serienschöpfer traten Robert Funke und Matt Lutsky, die zusammen auch das Drehbuch zur Pilotfolge geschrieben hatten, in Erscheinung. Zusammen mit Kirsten Dunst, Giorgos Lanthimos, George Clooney und Grant Heslov sollten die beiden in weiterer Folge auch als Executive Producers in Erscheinung treten. Der Grieche Giorgos Lanthimos sollte zudem Regietätigkeiten an der Serie übernehmen. Zu den beteiligten Produktionsunternehmen sollten Smokehouse Pictures, TriStar Television und die AMC Studios gehören.
Am 25. Juni 2018 wurde bekanntgegeben, dass die Produktion an YouTube Premium, das kostenpflichtiges Abonnement von YouTube, übergegangen sei. Weiters wurde von YouTube verlautbart, eine komplette erste Staffel mit zehn Episoden bestellt zu haben.
Später wurde bekannt, dass Esta Spalding, Tochter der kanadischen Schriftstellerin und Hochschullehrerin Linda Spalding, und Charlie McDowell ebenfalls als Executive Producers in Erscheinung treten werden. Während Spalding die Funktion des Showrunner übernahm, ersetzte McDowell Lanthimos als Executive Producer und Regisseur.
Am 17. Juni erfolgte die Bekanntgabe, dass der US-Kabelfernsehsender Showtime die Rechte an der Serie von TriStar übernommen hätte und die Serie anstatt auf YouTube direkt auf Showtime ausgestrahlt werde. Als Premierendatum wurde der 25. August 2019 festgelegt.

### Casting
Bereits in der ersten Bekanntgabe Anfang des Jahres 2017 wurde Kirsten Dunst als Hauptdarstellerin der Serie vorgestellt. Am 28. August 2018 wurde öffentlich bekannt, dass Théodore Pellerin ebenfalls eine Hauptrolle in der Serie übernehmen werde. Nur etwas über zwei Wochen später, am 14. September 2018, gab YouTube die Verpflichtungen von Ted Levine, Mel Rodriguez und Beth Ditto als Teil des Hauptcasts der Serie bekannt; auch Usman Ally solle in einer nicht unwesentlichen Rolle in der Produktion in Erscheinung treten. Am 5. Oktober 2018 wurde Julie Benz als eine Nebendarstellerin vorgestellt; am 21. November 2018 folgte Melissa De Sousa als eine Nebendarstellerin.

### Dreharbeiten
Die Dreharbeiten begannen im Oktober 2018 in New Orleans, Louisiana. Am 8. Oktober 2018 wurde unter anderem in Westwego, Louisiana, gedreht.

## Ausstrahlung
Vereinigte Staaten
Die Pilotfolge lief am 25. August 2019 beim US-Kabelfernsehsender Showtime; gleich im Anschluss an diese wurde auch gleich die zweite Episode ausgestrahlt. Danach wurde bis zum Staffelfinale am 20. Oktober 2019 jeden Sonntag eine weitere Episode ausgestrahlt. Trotz unterdurchschnittlicher Einschaltquoten gab Showtime bereits nach rund der Hälfte der ausgestrahlten Episoden die Bestellung einer zweiten Staffel bekannt.
Deutschland
Die Ausstrahlungsrechte für Deutschland sicherte sich die ProSiebenSat.1 Media, die die Serie vom 12. März bis zum 10. April 2020 in Doppelfolgen auf ihrem Bezahlfernsehsender ProSieben Fun ausstrahlen wird. Die Vorpremiere fand bereits am 5. März 2020 auf Joyn Plus+, dem kostenpflichtigen Subscription-Video-on-Demand-Angebot von Joyn statt.

## Rezeption

### Kritiken
Bei Metacritic erhielt die erste Staffel der Serie auf der Metascore-Skala 76 von 100 möglichen Punkten basierend auf 22 Rezensionen. Beim Review-Aggregator von Rotten Tomatoes kam die erste Staffel auf 84 % aus 33 Rezensionen und auf eine durchschnittliche Bewertung von 7,47 von 10.
Julian Miller etwa schrieb auf Quotenmeter.de: „In ihrer Anhäufung von Peak-Florida-Elementen – schnappfreudige Alligatoren, drückende Hitze, rollende Rs, Schönheitswettbewerbe und grenzenlose Selbstüberzeugung im Anblick des Gegenbeweises – driftet die Serie dabei oft ins Parodistische ab, ohne gleichzeitig die aufrichtige Thematisierung ihrer ernsten Untersuchungsfelder zu verwässern. Das macht sie erzählerisch so kurzweilig wie thematisch ergiebig, während Kirsten Dunst eine messerscharfe feministische Dekonstruktion der Southern Belle gelingt.“

### Nominierungen und Auszeichnungen
Nominierungen
- 2020: Critics’ Choice Television Award in der Kategorie „Beste Hauptdarstellerin in einer Comedyserie“ für Kirsten Dunst[22]
- 2020: Dorian Award in der Kategorie „Unsung TV Show of the Year“
- 2020: Golden Globe Award in der Kategorie „Beste Serien-Hauptdarstellerin – Komödie oder Musical“ für Kirsten Dunst[23]
- 2020: Writers Guild of America Award in der Kategorie „Episodic Comedy“ für Robert F. Funke und Matt Lutsky (für die Episode Stinkstiefel (The Stinker Thinker))[24]